# Восковая маска
Восковая маска (итал. M.D.C. - Maschera di cera) — итальянский фильм ужасов режиссёра Серджо Стивалетти, снятый в 1997 году по мотивам пьесы Гастона Леру. Режиссёрский дебют Серджо Стивалетти.

## Сюжет
Париж, начало XX века. Супружеская пара была убита неизвестным человеком в маске и с металлической рукой. Единственным свидетелем убийства стала их малолетняя дочь Соня. Во время совершения преступления девочка пряталась под шкафом. Спустя двенадцать лет в Риме готовится к открытию музей восковых фигур, в котором основной темой сцен является насилие. Отличительной особенностью восковых фигур является их реалистичность. Завсегдатай борделя Лука поспорил с другом, что сможет провести всю ночь один в музее. Тем же вечером он вламывается в музей, а на следующее утро его обнаруживают мёртвым.
Соня, повзрослевшая и ставшая модельером, ищет работу художника по костюмам. За прошедшие годы девушка так и не смогла забыть ни таинственного убийцу с железной рукой, ни устроенную им резню. Директор музея восковых фигур Борис Волкофф не только возглавляет музей, но и сам изготавливает статуи. Помогает в этом его ассистент Алекс. Волкофф одержим идеей создавать реалистичные восковые фигуры, и мечется в поисках совершенства. Увидев Соню, Волкофф сразу берет её на работу, а позже дарит фамильный медальон, испытывая странную симпатию и привязанность к ней. Выясняется, что Волкофф был первым мужем матери Сони (которая в точности похожа на мать). Он застал жену с любовником, но во время борьбы с ним упал в ёмкость с кислотой. Учёному удалось выжить, но теперь он вынужден носить на лице маску из воска, а его тело заключено в металлический каркас.
В то же время репортер газеты Андре Конверси решает выяснить обстоятельства смерти Луки. Он встречается с проституткой Джорджиной, у которой умерший был накануне. Через пару дней Джорджина бесследно исчезает. Андре сближается с Соней, и они влюбляются друг в друга. Девушка рассказывает Андре историю убийства своих родителей. Соня позволяет возлюбленному втайне ночью сделать фотографии восковых статуй. Среди новых экспонатов он замечает статую, в точности похожую на пропавшую Джорджину. Соня объясняет это сходство тем, что Волкофф копируют лица людей, за которыми наблюдает, а Алекс рисует их портреты. 
После появления в точности воссозданной сцены убийства родителей, Соня начинает подозревать Волкоффа в причастности к преступлению. Подозрения нарастают, когда неизвестный убивает отставного инспектора Ланвина, занимавшегося делом родителей Сони. Вскоре исчезает и сама девушка. Проявляя фотоснимки, Андре замечает на негативах наличие кровеносных сосудов у статуй. Андре отправляется в музей на спасение Сони. Он обнаруживает секретную лабораторию, в которой из живых людей Волкофф создавал свои статуи. Андре успевает спасти Соню, но Борису удаётся скрыться.  
В устроенном Алексом пожаре погибает Волкофф и один из полицейских, а с ними и все экспонаты. Соня и Андре спасаются.

## В ролях
| Актёр                   | Роль              |
| ----------------------- | ----------------- |
| Робер Оссейн            | Борис Волкофф     |
| Ромина Монделло         | Соня Лафонт       |
| Риккардо Сервенти Лонги | Андре Конверси    |
| Умберто Балли           | Алекс             |
| Габриэлла Джорджелли    | Франческа         |
| Джанни Франко           | Инспектор Палацци |
| Валери Вэлмонд          | Джорджина         |
| Массимо Ванни           | Виктор            |
| Альдо Массассо          | Инспектор Ланвин  |
| Стефания Фидотти        | Анна              |
| Сабрина Пеллегрино      | Элена             |